# 巴登 (奥地利)
巴登（德語：Baden），又称維也納附近巴登（德語：Baden bei Wien），是一座位于奧地利下奧地利州的療養城市。巴登距離維也納約有26公里，城市坐落在維也納森林之中，市內有眾多的療養設施。巴登也是貝多芬曾經居住過的地方，在城市內可以看到很多貝多芬居住生活過的地方。市內有一座歌劇院，由费迪南·费尔纳在1909年建立。
1. ↑  . 奧地利統計局.   [2019年3月9日].